# Rudy Markussen
Rudy Markussen alias Hardhitter, född 24.juli 1977 i Köpenhamn, är en dansk professionell boxare och tidigare Europa-mästare i super mellanvikt. I sin professionella karriär har han resultat med på 39-3 med 26 knockouts.

## Fotnoter
1. ↑  BoxRec, BoxRec boxar-ID: 9181, läst: 22 april 2022.[källa från Wikidata]